# Witold Krzemieński
Witold Krzemieński (ur. 20 kwietnia 1909 we Lwowie, zm. 27 sierpnia 2001 w Poznaniu) – polski dyrygent, kompozytor i pedagog.

## Życiorys
Studia muzyczne odbył w Konserwatorium Polskiego Towarzystwa Muzycznego we Lwowie. Studiował dyrygenturę i kompozycję pod kierunkiem Adama Sołtysa, grę na skrzypcach u Józefa Cetnera. Od 1927 grał na altówce w orkiestrze Teatru Wielkiego we Lwowie, w latach 1937-1939 w grupie pierwszych skrzypiec w lwowskiej orkiestrze radiowej. W 1944 został dyrygentem Filharmonii we Lwowie.
Po II wojnie światowej w 1945 został kierownikiem muzycznym Teatru Śląskiego im. Stanisława Wyspiańskiego w Katowicach. W 1946 został dyrygentem, a w latach 1947-1949 dyrektorem Filharmonii Śląskiej w Katowicach. Od 1949 był pierwszym dyrygentem Filharmonii Krakowskiej. W latach 1950–1963 prowadził klasę dyrygentury w Państwowej Wyższej Szkole Muzycznej w Krakowie, gdzie pełnił także funkcję kierownika katedry dyrygentury. Równolegle w latach 1953-1957 był kierownikiem artystycznym i pierwszym dyrygentem Filharmonii Łódzkiej. Od roku 1963 prowadził klasę dyrygentury w Państwowej Wyższej Szkole Muzycznej w Poznaniu. 1963-1967 był również dyrektorem Filharmonii Poznańskiej im. Tadeusza Szeligowskiego.
W latach 1972–1974 był kierownikiem artystycznym Filharmonii Pomorskiej. Sprowadził do Bydgoszczy na gościnne występy wielu znanych solistów i muzyków (Wanda Wiłkomirska, Halina Czerny-Stefańska, Delfina Ambroziak, Stefania Woytowicz, Bernard Ringeissen, Garrick Ohlsson). Jako dyrektor podniósł poziom artystyczny Orkiestry Symfonicznej FP i Capelli Bydgostiensis, którą kierował jego wychowanek z poznańskiej PWSM – Włodzimierz Szymański.
Witold Krzemiński był również autorem wielu kompozycji. W latach 1950–1965 stworzył ilustracje muzyczne do wielu filmów fabularnych. Szczególną popularność zdobyła napisana do słów L.J. Kerna piosenka "Lato, lato, lato czeka" z filmu "Szatan z siódmej klasy".
Do jego uczniów należeli m.in. Agnieszka Duczmal i Kazimierz Kord.
Został pochowany na Cmentarzu Junikowo w Poznaniu (pole 11-B-6-10).

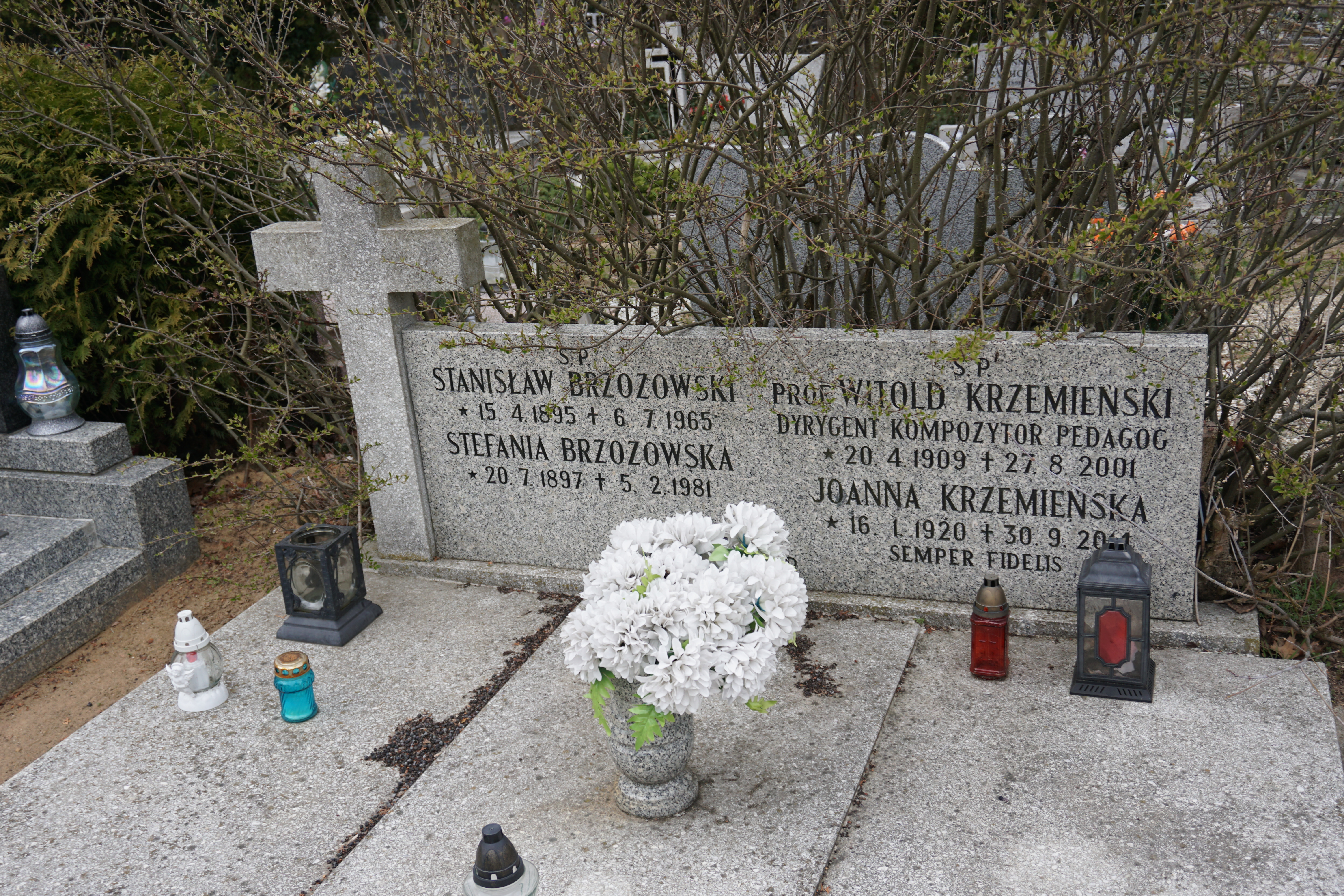
Grób Witolda Krzemieńskiego na Cmentarzu Junikowskim